# HD 210277 b
HD 210277 b是一顆環繞恆星 HD 210277 的太陽系外行星，位於寶瓶座。該行星於1998年9月由利克－卡內基系外行星巡天以當時發展相當成熟的徑向速度法發現。該行星的直量至少比木星高24%，軌道半長軸稍高於日地距離，但軌道離心率相當高，近拱點距離只有半長軸的一半，遠拱點距離則相當於太陽和火星的距離。
2000年時有一群科學家使用依巴谷衛星的初始天文測量資料進行分析後指出，該行星的軌道傾角是175.8°，因此真實質量是木星的18倍，應屬於棕矮星。但這些量測事後被證明只是軌道傾角的上限值。如果該行星的軌道和先前聲明存在的星周盤在相同平面上，在這個似乎合理的假設下軌道傾角應是40°，且行星質量應是木星2.2倍，但之後的觀測並未成功確認星周盤的存在。

## 外部連結
- . Exoplanets.   [2012-08-12]. （原始内容存档于2009-11-25）.
- The Planet Around HD 210277
- Location
- Simulation Exoplanets
- Phase Orbital HD 210277